# Melonie Diaz
Melonie Diaz (* 25. duben 1984, New York, USA) je americká herečka, která se objevila v několika nezávislých filmech, včetně čtyř, které měly premiéru na Filmovém festivalu Sundance. Od roku 2018 hraje jednu z hlavních rolí seriálu Charmed.

## Životopis
Diaz se narodila v New Yorku a vyrostla se svojí starší sestrou na Lower East Side. O herectví se začala zajímat v centru Henry Street Settlement a následně začala navštěvovat uměleckou školu Professional Performing Arts School na Manhattanu. Titul ve filmové produkci získala na univerzitě New York University Tisch School of the Arts.

## Kariéra
Svojí kariéru zahájila vedlejší roli ve filmu Toma DiCilloa Bouchači a bouchačky v roce 2001, později získala role ve filmu Jima McKaye a Hannah Weyerové From an Objective Point of View a filmu Petera Solletta Raising Victor Vargas. V roce 2003 si zahrála v jednom z dílů seriálu Zákon a pořádek a v pilotním dílu seriálu Queens Supreme.
Průlom v kariéře nastal s rolí Blancy ve filmu Catherine Hardwickové Legendy z Dogtownu v roce 2005 a s rolí Laurie ve filmu Dito Montiela Průvodce k rozpoznání tvých svatých v roce 2006, za kterou získala nominaci na cenu Independent Spirit Awards v kategorii nejlepší ženský herecký výkon ve vedlejší roli. Následně byla obsazena do hlavní role Anny ve filmu Výbor ťuťu ňuňu cecíků. Zahrála si také ve filmech Hamlet na kvadrát, Prosíme přetočte a American Son.
V roce 2010 si zahrála ve videoklipu Mary J. Blige k písničce „We Dot Hood Love“. V roce 2012 si zahrála v romantické komedii She Wants Me. O rok později se objevila ve filmu Fruitvale, který měl premiéru na filmovém festivalu Sundace a kde získal hlavní cenu poroty. Film měl celosvětovou premiéru na Filmovém festivalu v Cannes, kde získal cenu za nejlepší film. Za roli byla nominovaná na cenu Independent Spirit Awards v kategorii nejlepší ženský herecký výkon ve vedlejší roli. V roce 2014 si zahrála v jednom z dílů seriálu Girls. S Americou Ferrerou si zahrála ve filmu X/Y a s Adamem Sandlerem ve filmu Švec.
V únoru roku 2018 byla obsazena do jedné z hlavních rolí seriálu stanice The CW Charmed, rebootu seriálu Čarodějky. V červenci roku 2018 měl premiéru film První očista.

## Filmografie

### Film
| Rok  | Název                               | Role                | Poznámky |
| ---- | ----------------------------------- | ------------------- | --- |
| 2001 | Bouchači a bouchačky                | Maribel Benitez     | |
| 2002 | From an Objective Point of View     | Kelly               | |
| 2002 | Raising Victor Vargas               | Melonie             | |
| 2005 | Legendy z Dogtownu                  | Blanca              | |
| 2006 | Průvodce k rozpoznání tvých svatých | mladá Laurie        | nominace – Independent Spirit Award v kategorii nejlepší ženský herecký výkon ve vedlejší roli                                                                                        |
| 2006 | Emil                                | nejmenovaná herečka | |
| 2007 | Výbor ťuťu ňuňu cecíků              | Anna                | |
| 2007 | Remember the Daze                   | Brianne             | |
| 2007 | V zajetí rytmu                      | Mimi                | |
| 2008 | American Son                        | Cristina            | |
| 2008 | I'll Come Running                   | Veronica            | |
| 2008 | Atentát na střední                  | Clara               | |
| 2008 | Prosíme přetočte                    | Alma                | |
| 2008 | Hamlet na kvadrát                   | Ivonne              | |
| 2008 | Prázdniny za všechny prachy         | Marissa             | |
| 2012 | She Wants Me                        | Gwen                | |
| 2012 | Supporting Characters               | Liana               | |
| 2012 | Žádost o ruku                       | Isabelle            | |
| 2013 | Fruitvale                           | Sophina             | nominace – Independent Spirit Award v kategorii nejlepší ženský herecký výkon ve vedlejší roli nominace – Black Reel Award v kategorii nejlepší ženský herecký výkon ve vedlejší roli |
| 2014 | X/Y                                 | Jen                 | |
| 2014 | Švec                                | Carmen              | |
| 2016 | Ghost Team                          | Ellie               | |
| 2016 | The Belko Experiment                | Dany Wilkins        | |
| 2017 | Má volba                            | paní Meierová       | |
| 2018 | Gringo: Zelená pilule               | Mia                 | |
| 2018 | All About Nina                      | Gloria              | |
| 2018 | První očista                        | Juani               | |

### Televize
| Rok  | Název                        | Role               | Poznámky             |
| ---- | ---------------------------- | ------------------ | -------------------- |
| 2003 | Queens Supreme               | paní Diazové dcera | díl: „Pilot“         |
| 2003 | Zákon a pořádek              | Bettina            | díl: „Ill-Conceived“ |
| 2010 | Plastická chirurgie s. r. o. | Ramona Perez       | 3 díly               |
| 2010 | Kriminálka Miami             | Ivonne Hernandez   | díl: „Manhunt“       |
| 2011 | Lovci zločinců               | Paula Vasquez      | díl: „Kvarteto“      |
| 2012 | Ro                           | Ro                 | 6 díly               |
| 2014 | Girls                        | Susan              | díl: „Mrtvá uvnitř“  |
| 2016 | The Breaks                   | Damita             |                      |
| 2017 | Pokoj 104                    | Meg                | díl: „Ralphie“       |
| 2018 | Charmed                      | Mel Vera           | hlavní role          |